# Haiming (Tirol)
Haiming is een gemeente in het district Imst van de Oostenrijkse deelstaat Tirol.

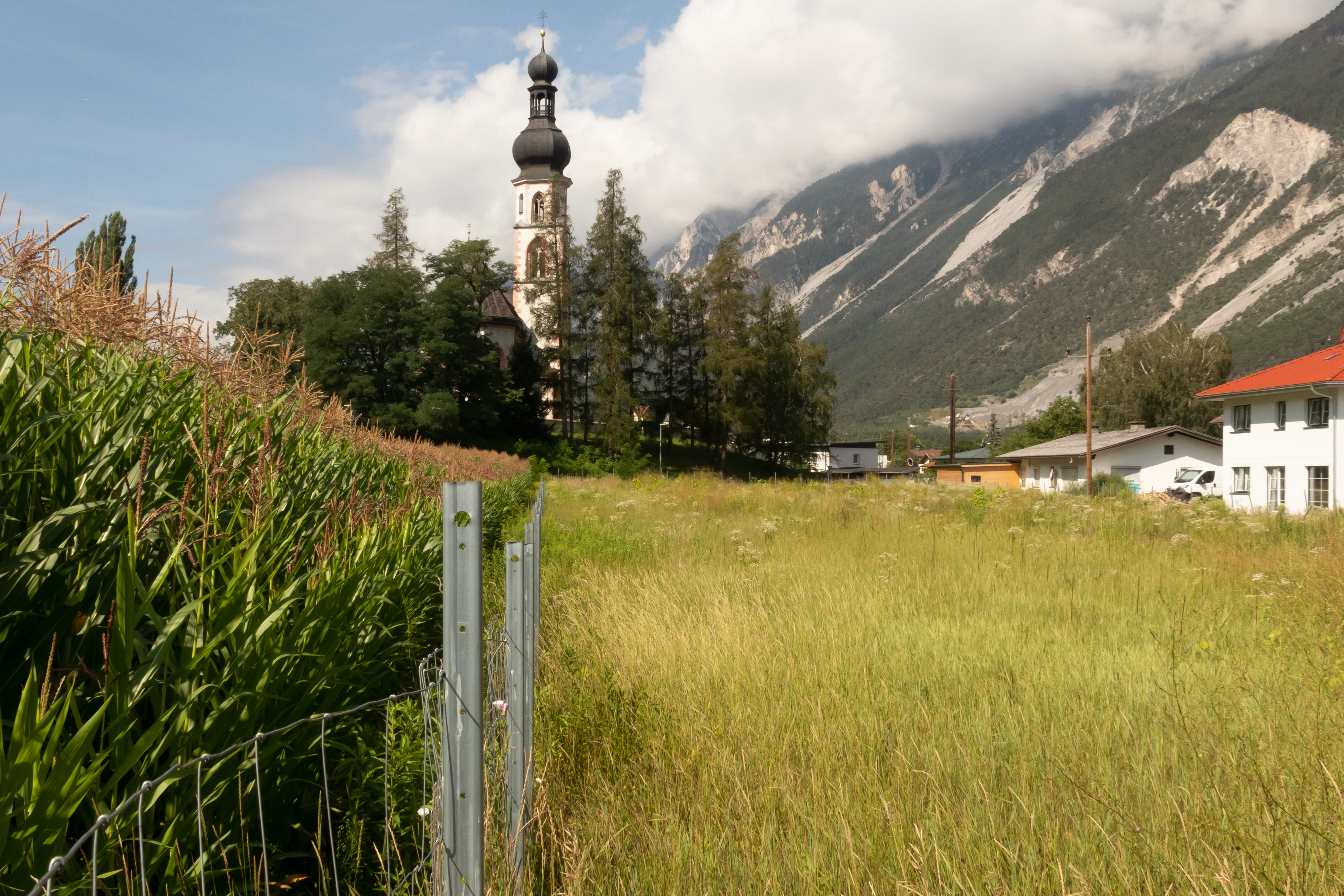
Kerktoren (der Pfarrkirche Sankt Chrysanthus und Daria)

Haiming ligt in het Oberinntal, tussen Imst en Telfs. De hoofdkern van de gemeente ligt aan de voet van de berg Tschirgant. De bevolking is er voornamelijk werkzaam in de landbouw. In het dorpsdeel Ötztal-Bahnhof, gelegen bij het gelijknamige treinstation aan de Arlbergspoorlijn, aan het begin van het Ötztal, ligt een uitgebreid industrie- en woongebied. Verder horen de woonkernen Magerbach, Riedern, Schlierenzau, Ambach, Brunau, Ochsengarten en Haimingerberg tot de gemeente Haiming. Haimingerberg is hoofdzakelijke gericht op de mijnbouw en profiteert door zijn gunstige ligging ten opzichte van Kühtai mee van het wintertoerisme. Gedurende de zomer is Haiming een raftingcentrum.
De Haiminger Straße (L235) sluit Haiming aan op de Tiroler Straße (B171). Een andere belangrijke Landesstraße in de gemeente is de Haimingerbergstraße (L309), die loopt naar Haimingerberg.
In de zomer van 2010 werd in Haiming (in samenwerking met de gemeenten Sautens en Roppen) het klim- en recreatiepark Area 47 geopend. Area 47 is het grootste outdoorpark in Europa. Haiming biedt daarnaast voor toeristen veel mogelijkheden om te raften op de Inn, waarbij Haiming de startplaats is voor raftingtouren.